# Jacques Coomans
Jacques Coomans (3 de novembro de 1888, Magnée - 1980, Liège) foi um ciclista profissional belga. Atuou profissionalmente entre 1910 e 1925.
Foi o sexto colocado no Tour de France 1919.